# R-матрица
Термин R-матрица используется в связи с уравнением Янга-Бакстера. Это уравнение, впервые введенное в области статистической механики, получило свое название от независимой работы С. Н. Янга и Р. Дж. Бакстера. Классическая R-матрица возникает в определении классического уравнения Янга–Бакстера.

## Определение
Пусть {\displaystyle V}- векторное пространство над полем {\displaystyle k}. Линейный автоморфизм {\displaystyle c}пространства {\displaystyle V\otimes V} называется R-матрицей, если он удовлетворяет уравнению Янга-Бакстера: {\displaystyle (c\otimes {\text{id}}_{V})({\text{id}}_{V}\otimes c)(c\otimes {\text{id}}_{V})=({\text{id}}_{V}\otimes c)(c\otimes {\text{id}}_{V})({\text{id}}_{V}\otimes c)}, которое рассматривается как соотношение в группе автоморфизмов пространства {\displaystyle V\otimes V\otimes V}.

## Пример
1. Пусть {\displaystyle V} — конечномерное векторное пространство над полем {\displaystyle k} с базисом {\displaystyle \{e_{1},...,e_{N}\}}, {\displaystyle p,q} — обратимые скаляры, {\displaystyle \{r_{ij}\}_{1\leq i,j\leq N}} — семейство элементов поля {\displaystyle k}, т.ч. {\displaystyle r_{ii}=q} и {\displaystyle r_{ij}r_{ji}=p} для {\displaystyle i\neq j} , {\displaystyle c} — автоморфизм, задающийся на базисе пространства {\displaystyle V\otimes V} формулами: {\displaystyle c(e_{i}\otimes e_{i})=qe_{i}\otimes e_{i},} {\displaystyle c(e_{i}\otimes e_{j})={\begin{cases}r_{ji}e_{j}\otimes e_{i},&i<j\\r_{ji}e_{j}\otimes e_{i}+(q-pq^{-1})e_{i}\otimes e_{j},&i>j\end{cases}}}. Автоморфизм {\displaystyle c} является решением уравнения Янга-Бакстера.